# Pero subochreata
Pero subochreata là một loài bướm đêm trong họ Geometridae.